# رود یلتسووا دوم
رود یلتسووا دوم (به لاتین: 2nd Yeltsovka River) یک رود در روسیه است که در استان نووسیبیرسک واقع شده‌است.